# Александров, Семён Петрович

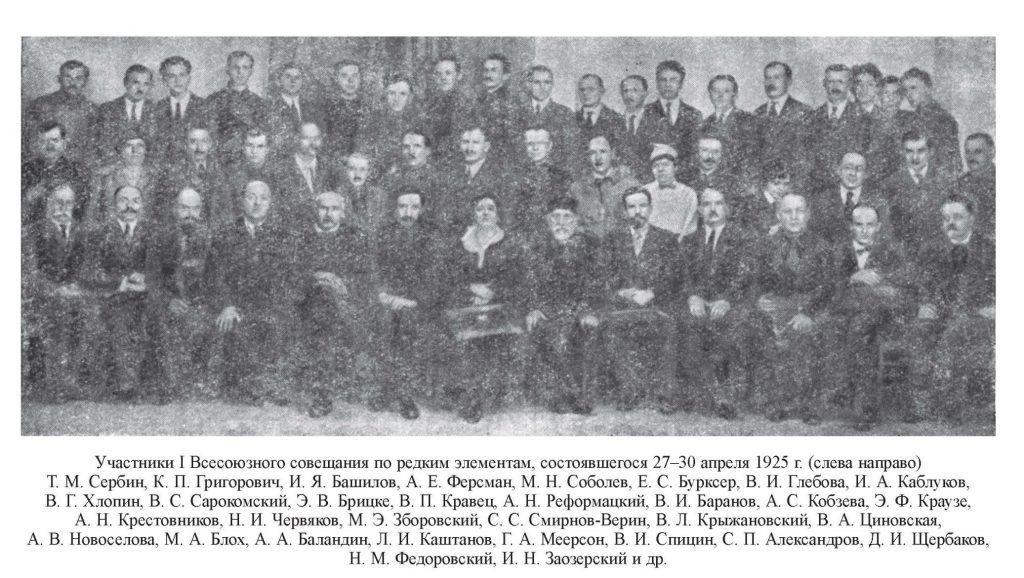
Александров — Участники 1 Всесоюзного совещания по редким элементам

Семён Петро́вич Алекса́ндров (1 января 1891, Александровск-Грушевский, область Войска Донского — 2 января 1962, Москва) — руководитель специальной группы МВД СССР по вопросам деятельности Дальстроя; директор Магаданского научно-исследовательского института золота и редких металлов (ВНИИ-1). Герой Социалистического Труда.

## Биография
Родился в 1891 году в городе Александровске-Грушевском (в настоящее время город Шахты, Ростовская область). Впоследствии вместе с родителями переехал в Туркмению, а затем в Узбекистан, где в 1908 году окончил 7-летнее Ташкентское реальное училище.
В 1908 году Семён Александров поступил в Петербургский горный институт, но из-за материальных трудностей был вынужден постоянно работать (помощником геолога, чертёжником-картографистом), в связи с чем его институтская учёба растянулась на длительный срок. С апреля по декабрь 1914 года Александров — заведующий геологической разведкой радиевой экспедиции в Фергане, а в 1915 году — в обществе «Мюргерд и компания» на Северо-Западном Урале (река Вишера).
По возвращении в 1914 году в Петроград, Александров поступает на работу помощником заведующего конторой Петроградского завода братьев Зульцер, а летом 1917 года — заведующим одним из отделений проволочного отдела Центрального военно-промышленного комитета.
После Великой Октябрьской социалистической революции С. П. Александрова в июле 1918 года приглашают на работу научным сотрудником Государственного радиевого института, где он более четырёх лет занимается исследованиями и начинает преподавать в Горном институте. В 1922 году он окончил Горный институт и одновременно специальные курсы (прообраз аспирантуры) горного отдела ВСНХ СССР.
С января 1923 года Александров — уполномоченный по Тюя-Муюнскому радиевому руднику в Ферганской области Узбекистана, а в сентябре 1925 года он становится членом правления треста «Редкие металлы», и находится на этом посту до конца 1930 года.
В 1928—1929 годах Александров выезжал в США, где изучал по заданию Президиума ВСНХ СССР способы добычи и обработки руд редких металлов.
В 1932 году он занимает должность заместителя директора по научной части в Московском институте цветных металлов и золота. Решением высшей аттестационной комиссии от 23 декабря 1936 года С. П. Александров утверждён в ученом звании «профессор» по кафедре «Обогащение полезных ископаемых», а 17 марта 1937 года ему присвоена учёная степень «кандидат геолого-минералогических наук».
С 7 декабря 1938 года С. П. Александров — заместитель председателя экспедиционной комиссии по реке Колыма при НКВД СССР, а с 20 февраля 1939 года по 13 июля 1940 года — председатель комиссии НКВД СССР по разработке плана Дальстроя на третью пятилетку.
С лета 1940 года Александров — заместитель начальника Управления горно-металлургической промышленности Главного управления лагерей (ГУЛАГ) НКВД СССР, а 1 июля 1941 года становится заместителем начальника и главным инженером ГУЛАГа горно-металлургических предприятий НКВД СССР. Член ВКП(б) с 1949 года.
В 1945—1946 годах по специальному заданию МВД и СМ СССР С. П. Александров был командирован в Болгарию, Румынию, Чехословакию и Германию. В 1946—1947 годах в США являлся научным советником А. А. Громыко в Атомной комиссии ООН и на испытаниях атомных бомб на тихоокеанском атолле Бикини (архипелаг Маршалловы острова).
Письмо Л. П. Берия И. В. Сталину о назначении Д. В. Скобельцына и С. П. Александрова экспертами-консультантами представителя СССР в Комиссии ООН по контролю над атомной энергией:

Сов. секретно 

Товарищу Сталину И. В. 

В соответствии с Вашим указанием в качестве экспертов-консультантов представителя СССР в Комиссии Объединённых Наций по контролю над атомной энергией назначены: 

1. Скобельцын Дмитрий Владимирович — член-корреспондент Академии наук СССР, профессор Московского государственного университета, директор Научно-исследовательского института атомного ядра при МГУ и заведующий лабораторией атомного ядра и космических лучей Физического института Академии наук СССР. 

2. Александров Семён Петрович — профессор, горный инженер, руководитель группы Дальстроя при Министерстве внутренних дел СССР. 

Тт. Скобельцын и Александров получили в Министерстве иностранных дел СССР необходимые указания, экипировку и денежные средства. Т. Громыко просит ускорить выезд экспертов-консультантов. 

Тт. Скобельцын и Александров вылетят в Нью-Йорк 19 мая с.г. 

Л. Берия 

16.V.46

14 июля 1948 года приказом № 897 министра внутренних дел СССР инженер-полковник Александров С. П. назначен директором Магаданского научно-исследовательского института золота и редких металлов.
Так был организован и вскоре приступил к работе ВНИИ-1.
В начале 1950 года Александров назначен главным инженером Специального управления при Совете Министров СССР. Но вскоре его вновь направили в Магадан, где с весны 1952 года до лета 1954 года он по-прежнему возглавлял ВНИИ-1. В октябре 1953 года, согласно заключению врачебно-трудовой экспертной комиссии С. П. Александров был признан инвалидом третьей группы, и проживание на Крайнем Севере ему было противопоказано.
Вернувшись в Москву, Александров продолжил свою научную деятельность. Он преподавал на кафедре технологии Московского государственного экономического института. В январе 1962 года С. П. Александров скончался. Похоронен в Москве на Введенском кладбище (6 уч.).

## Память
Семён Петрович Александров — автор более 50 фундаментальных работ.

## Награды и премии
- Герой Социалистического Труда (указ от 29 октября 1949 года — за руководство развитием и освоением новой рудной базы урана;
- орден Ленина (29.10.1949)
- два ордена Трудового Красного Знамени (11.1.1941; 24.2.1945);
- орден Красной Звезды (4.7.1943);
- медалями «За трудовую доблесть» (17.1.1943);
- медаль «За оборону Москвы» (1946);
- медаль «За победу над Германией в Великой Отечественной войне 1941—1945 гг.» (1946);
- Сталинская премия первой степени (29.10.1949) — за руководство развитием и освоением новой рудной базы урана.